# One Piece (temporada 12)
La dotzena temporada de One Piece va ser produïda per Toei Animation i dirigida per Hiroaki Miyamoto. Tal com les temporades anteriors, aquesta està basada en el manga d'Eiichiro Oda del mateix nom i comprèn material dels volums 53 i 54. La temporada segueix al Monkey D. Luffy  i als Pirates del Barret de Palla, que estan tots escampats arreu del món. Els 10 primers episodis, segueixen l'estada de Luffy a Amazon Lilly, una illa habitada per una tribu únicament de dones guerreres.
Originalment, l'emissió de la temporada va estar a mans de Fuji Television i va ser emesa des del 5 de juliol de 2009 fins l'11 d'octubre de 2009. La temporada compta amb un total de 14 episodis, més dos d'addicionals, que es van estrenar un mes abans de la temporada, i que formen part d'un arc històric especial.

## Episodis
| # | Nº en temporada | Títol en català | Data d'estrena al Japó | Data d'estrena a Catalunya |
| --- | --------------- | --- | ---------------------- | -------------------------- |
| 406 | —               | Drama de l'era feudal. Reapareix el cap Ruffy! Jidaigeki tokubetsu hen - Rufi-oyabun futatabi kenzan (時代劇特別編 ルフィ親分再び見参)                                           | 21 de juny de 2009     | 6 d'abril de 2013          |
| Som al Gran Jipangu, la ciutat llegendària on s'està a punt de celebrar una cursa de baiards que només es fa un cop cada cent anys. El guanyador pot demanar un desig al misteriós tresor sagrat del Gran Altar. En Ruffy i companyia compten que en Franky els construeixi el baiard que els durà a la victòria i es troben amb en Brook, que l'únic que recorda és el seu nom.  |                 | |                        |                            |
| 407 | —               | Drama de l'era feudal. Destrosseu la trampa de la Companyia Thriller! Jidaigeki Tokubetsu Hen - Yabure! Surirā Shōkai no Wana (時代劇特別編 破れ！スリラー商会の罠)              | 28 de juny de 2009     | 6 d'abril de 2013          |
| La Robin explica el passat d'en Brook a en Ruffy i companyia, i decideixen ajudar-lo. Després del sabotatge de la Companyia Thriller, els pirates refan el seu baiard inspirant-se en el Thousand Sunny i comença la cursa que té com a premi un milió de bellys i el desig del tresor sagrat del Gran Altar, amb una sorpresa afegida que no s'espera ningú.                     |                 | |                        |                            |
| 408 | 1               | Aterratge! L'illa de les dones Amazon Lily! Jōriku! Danshi Kinsei no Shima Amazon Rirī (上陸！男子禁制の島アマゾン・リリー)                                                      | 5 de juliol de 2009    | 7 d'abril de 2013          |
| Després d'una patacada d'en Kuma, en Ruffy apareix en una illa desconeguda i es menja tot de bolets que el deixen inconscient. Amb el cos recobert de bolets i a punt de morir, el troben tres noies d'Amazon Lily, una zona de l'illa de les dones on viuen les kujas, la tribu de les dones guerreres.                                                                          |                 | |                        |                            |
| 409 | 2               | Torna ràpid amb els teus amics! L'aventura a l'illa de les dones Isoge! Nakama no moto e - Nyōgashima no bōken (急げ!仲間のもとへ 女ヶ島の冒険)                                  | 12 de juliol de 2009   | 7 d'abril de 2013          |
| En Ruffy, que continua tancat a la presó a Amazon Lily, una zona de l'illa de les dones on viuen les kujas, rumia un pla per fugir i tornar amb els seus amics. Després de segrestar la Marguerite, les guerreres de l'illa, per por que la Princesa de la Serp descobreixi que han deixat entrar un home al poble, persegueixen en Ruffy desesperadament.                        |                 | |                        |                            |
| 410 | 3               | Tothom s'enamora! L'emperadriu pirata Hancock! Minna Meromero! Kaizoku Jotei Hankokku (みんなメロメロ! 海賊女帝ハンコック)                                                       | 19 de juliol de 2009   | 13 d'abril de 2013         |
| En Ruffy decideix fugir de l'illa per tornar-se a reunir amb la seva tripulació. Mentrestant, el vicealmirall de l'Armada Momonga es posa en contacte amb les pirates Kuja per requerir la presència de la Shichibukai Boa Hancock al quarter general. Però l'emperadriu pirata es nega a rebre ordres del Govern Mundial i utilitza el seu poder malèfic contra els soldats.     |                 | |                        |                            |
| 411 | 4               | El secret amagat a les seves esquenes. En Ruffy i la princesa Serp es troben Senaka ni Kakusareta Himitsu – Sōgū Rufi to Hebihime (背中に隠された秘密 遭遇ルフィと蛇姫)          | 2 d'agost de 2009      | 13 d'abril de 2013         |
| En Ruffy busca un vaixell per marxar de l'illa i vol anar al palau de les guerreres Kuja, però salta amb massa impuls i va a parar allà on s'amaga la Princesa de la Serp. La figura de la Boa Hancock apareix envoltada de vapors d'aigua i amaga una cosa a l'esquena, un detall que en Ruffy està convençut que ja ha vist en un altre lloc.                                   |                 | |                        |                            |
| 412 | 5               | El judici despiadat! La Margaret queda convertida en pedra! Hijō no Sabaki! Ishi ni Sareta Māgaretto!! (非情の裁き! 石にされたマーガレット!!)                                    | 9 d'agost de 2009      | 14 d'abril de 2013         |
| Després de descobrir el secret de la Princesa de la Serp, en Ruffy torna a ser capturat per les guerreres Kuja i és traslladat davant de la Bacura, una fera carnívora que ha servit de botxí durant generacions a les emperadrius d'Amazon Lily. La Marguerite, després de confessar que ha estat ella qui ha portat en Ruffy a la terra de les guerreres, acaba petrificada.    |                 | |                        |                            |
| 413 | 6               | Una lluita difícil per en Ruffy! El poder haki de les germanes serp! Rufi daikusen! Hebi shimai no haki no chikara!! (ルフィ第苦戦！ヘビ姉妹の覇気の力！！)                      | 16 d'agost de 2009     | 14 d'abril de 2013         |
| En Ruffy, després de salvar la Marguerite i les seves dues companyes encara petrificades, es disposa a lluitar contra les gòrgones: la flama de la salamandra de la senyora Marigold i la serp gegant de set caps de la senyora Sandersonia. Aviat l'emperadriu pirata Hancock descobrirà que en Ruffy té el haoshoku, un haki que posseeixen tan sols uns quants entre milions.  |                 | |                        |                            |
| 414 | 7               | Desplegament de tots els poders especials per a la batalla! Goma, goma contra Serp, serp! Nōryoku zenkai batoru!! Gomu Gomu vs. Hebi Hebi (能力全開バトル！！ゴムゴムVSヘビヘビ) | 23 d'agost de 2009     | 20 d'abril de 2013         |
| En mans de l'emperadriu pirata Boa Hancock, en Ruffy es veu obligat a enfrontar-se en una batalla mortal amb les seves germanes, la Sandersonia i la Marigold, totes dues amb poders de fruites del diable. Després d'activar el Second Gear, en Ruffy quedarà davant de l'esquena nua de la Sandersonia i descobrirà el secret que amaguen les germanes.                         |                 | |                        |                            |
| 415 | 8               | La confessió de la Boa Hancock! El passat horrible de les germanes Hankokku no kokuhaku - Shimai no imawashiki kako (ハンコックの告白 姉妹の忌まわしき過去)                      | 30 d'agost de 2009     | 20 d'abril de 2013         |
| Després de la derrota de la Sandersonia i la Marigold, la Boa Hancock concedeix un sol desig a en Ruffy, que ha de triar entre despetrificar la Marguerite i les seves dues germanes o tornar-se a reunir amb els seus amics. La decisió d'en Ruffy deixa tan glaçada la Hancock que acaba confessant el seu passat d'esclaves dels dracs celestials.                             |                 | |                        |                            |
| 416 | 9               | Salvar l'Ace! Pròxima parada: la gran presó! Ēsu o sukue! Arata na mokutekichi wa daikangoku (エースを救え！新たな目的地は大監獄)                                                | 7 de setembre de 2009  | 21 d'abril de 2013         |
| A través de l'àvia Nyon, en Ruffy s'assabenta que la Hancock és una Shichibukai, i que juntament amb l'Armada tenen la intenció de lluitar contra els pirates d'en Barbablanca. Aviat també coneixerà els plans del Govern Mundial d'executar l'Ace, el seu germà. Una manera d'arribar fins a la presó d'Impel Down seria infiltrant-se en un vaixell de l'Armada.               |                 | |                        |                            |
| 417 | 10              | L'amor és un huracà! La Mero, mero Hancock! Koi wa harikēn! Meromero Hankokku (恋はハリケーン！メロメロハンコック)                                                               | 13 de setembre de 2009 | 21 d'abril de 2013         |
| L'àvia Nyon descobreix que la malaltia que té la Boa Hancock és la mateixa que va posar fi a la vida de les seves dues predecessores. Aviat també sabrà que està enamorada d'en Ruffy i que l'ajudarà a arribar a la presó d'Impel Down per intentar evitar l'execució de l'Ace, el seu germà, que avui rebrà la visita del vicealmirall Garp.                                    |                 | |                        |                            |
| 418 | 11              | Els amics escampats! La ciència del temps i l'illa de les màquines! Nakama-tachi no yukue - Tenkō no kagaku to karakurishima (仲間達の行方 天候の科学とからくり島)               | 20 de setembre de 2009 | 27 d'abril de 2013         |
| En Ruffy es dirigeix cap a Impel Down, on hi ha empresonat el seu germà, però continua preocupat pels seus amics. La Nami és a Weatheria, una petita illa del cel on descobreix la manera de crear ràfegues de vent. En Franky, en canvi, es pela de fred a l'illa de les Màquines, al país futur de Barujimoa, on va néixer el geni i on no hi ha cola, la seva font d'energia.  |                 | |                        |                            |
| 419 | 12              | Els amics escampats. Una illa d'ocells gegants i un paradís rosa Nakama-tachi no yukue - Kyōdori no shima to momoiro no rakuen! (仲間達の行方 巨鳥の島と桃色の楽園！)            | 27 de setembre de 2009 | 27 d'abril de 2013         |
| En Chopper ha anat a parar al Regne de Torino, on els ocells governen els humans; l'illa del tresor, segons la llegenda. En Sanji, d'altra banda, apareix a l'illa Rosa, un illot de somni a la Grand Line, on coneix l'Elisabeth i la segueix fins a casa seva per descobrir que, en realitat, és a la que es coneix com la segona illa de les dones, habitada per transvestits. |                 | |                        |                            |
| 420 | 13              | Els amics escampats. Ponts entre illes i plantes carnívores. Nakama-tachi no yukue - Shima o Tsunagu hashi to shokunin shokubutsu (仲間達の行方 島をつなぐ橋と食人植物)          | 4 d'octubre de 2009    | 28 d'abril de 2013         |
| La Robin apareix a Tequila Wolf, una nació de l'East Blue on coneix la Soran, una nena que somia poder viatjar cap al món de fora i que li explica que són un poble que construeix un pont des de fa segles. L'Usopp és a l'Arxipèlag de Boin, en una illa plena de plantes carnívores on viu un personatge misteriós anomenat Hèracles.                                          |                 | |                        |                            |
| 421 | 14              | Els amics escampats. La princesa de la negativitat i el rei dels diables! Nakama-tachi no yukue - Negatibu purinsesu to akumaō (仲間達の行方 ネガティブ王女と悪魔王)             | 11 d'octubre de 2009   | 28 d'abril de 2013         |
| En Zoro va a parar a l'illa on en Kuma va enviar la Perona, que li cura les ferides, però l'acaba sotmetent a un tracte humiliant. En Brook és a l'Illa de Namakura, on el confonen per Satanàs, el rei dels diables. A Impel Down l'Ace li suplica a en Garp que l'executi, però el vicealmirall li diu que encara que ho fes, no evitaria la guerra contra en Barbablanca.      |                 | |                        |                            |